# 参議院の院内会派の一覧
参議院の院内会派の一覧（さんぎいんのいんないかいはのいちらん）は、日本の参議院における院内会派の一覧である。

## 現在の会派
|                                |                        |                              |              |              |              |        |
| 会派名                         | 会派名                 | 所属党派                     | 党派別議員数 | 議席数       | 議席数       | 議席数 |
| 会派名                         | 会派名                 | 所属党派                     | 党派別議員数 | 第26回 選出  | 第27回 選出  | 合計   |
| 与党                           | 与党                   | 与党                         | 与党         | 与党         | 与党         | 121    |
|                                | 自由民主党             | 自由民主党                   | 100          | 61           | 39           | 100    |
|                                | 公明党                 | 公明党                       | 21           | 13           | 8            | 21     |
| 野党                           | 野党                   | 野党                         | 野党         | 野党         | 野党         | 118    |
|                                | 立憲民主・社民・無所属 | 立憲民主党                   | 37           | 15           | 22           | 42     |
| 社会民主党                     | 立憲民主・社民・無所属 | 2                            | 1            | 1            |              | 42     |
| 無所属                         | 立憲民主・社民・無所属 | 3                            | 1            | 2            |              | 42     |
|                                | 国民民主党・新緑風会   | 国民民主党                   | 22           | 5            | 17           | 25     |
| 無所属                         | 国民民主党・新緑風会   | 3                            | 2            | 1            |              | 25     |
|                                | 日本維新の会           | 日本維新の会                 | 19           | 12           | 7            | 19     |
|                                | 参政党                 | 参政党                       | 15           | 1            | 14           | 15     |
|                                | 日本共産党             | 日本共産党                   | 7            | 4            | 3            | 7      |
|                                | れいわ新選組           | れいわ新選組                 | 6            | 3            | 3            | 6      |
|                                | 沖縄の風               | 無所属                       | 2            | 1            | 1            | 2      |
|                                | 日本保守党             | 日本保守党                   | 2            | 0            | 2            | 2      |
| 無所属・欠員                   | 無所属・欠員           | 無所属・欠員                 | 無所属・欠員 | 無所属・欠員 | 無所属・欠員 | 9      |
|                                | 各派に属しない議員     | 議長: 関口昌一（自由民主党） | 1            | 1            | 0            | 9      |
| 副議長: 福山哲郎（立憲民主党） | 各派に属しない議員     | 1                            | 1            | 0            |              | 9      |
| チームみらい                   | 各派に属しない議員     | 1                            | 0            | 1            |              | 9      |
| 無所属                         | 各派に属しない議員     | 6                            | 2            | 4            |              | 9      |
| 合計                           | 合計                   | 合計                         | 合計         | 124          | 124          | 248    |
| 表示 ノート 編集 履歴          |                        |                              |              |              |              |        |

## 55年体制下で成立した会派

### 共産党系

#### 日本共産党
- 日本共産党

### 自民党系

#### 自由民主党
- 自由民主党(1955 - 1977)→自由民主党・自由国民会議(1977 - 1986)→自由民主党(1986 - 1995)

#### 新自由クラブ
- 新自由クラブ(1977 - 1980)→新政クラブ(1980 - 1983,統一会派)→新自由クラブ民主連合(1983,統一会派)→新政クラブ(1983 - 1984,統一会派)→ 自由民主党・自由国民会議 (1984 - 1986,統一会派)→(自由民主党に合流)

### 社会党系

#### 日本社会党
- 日本社会党(1955 - 1986)→日本社会党・護憲共同(1986 - 1992,統一会派)→日本社会党・護憲民主連合(1992 - 1996,統一会派)

#### 民主社会党 - 民社党
- 民主社会党(1960 - 1969)→民社党(1969 - 1980)→民社党・国民連合(1980 - 1989)→民社党・スポーツ・国民連合(1989 - 1994,統一会派)

#### 社会民主連合
- 社会民主連合(1978 - 1979)→参議院クラブ (1979 - 1980,統一会派)→新政クラブ(1980 - 1983,統一会派)→新自由クラブ民主連合(1983,統一会派)→新政クラブ(1983 - 1988,統一会派)→新政クラブ・税金党(1988 - 1989,統一会派)→日本社会党・護憲共同(1989 - 1992,統一会派)→日本社会党・護憲民主連合(1992 - 1994,統一会派)→(統一会派除名)

#### 無所属
- 社会クラブ(1959)→民主社会クラブ(1959 - 1960)→(民主社会党結成)

### 公明党系

#### 公明党 - 公明新党
- 公明会(1962 - 1964)→公明党(1964 - 1980)→公明党・国民会議(1980 - 1994)→(新進党結成)

### 緑風会系
- 緑風会→無所属クラブ

### その他

#### 税金党
- 新政クラブ(1983 - 1988,統一会派)→新政クラブ・税金党(1988 - 1989,統一会派)→税金党平和の会(1989 - 1990,統一会派)→(自由民主党に合流)

#### 連合の会 - 民主改革連合
- 連合参議院(1989 - 1993)→民主改革連合(1993)

## 55年体制崩壊後に成立した会派

### 自民党系

#### 自由民主党
- 自由民主党・自由国民会議(1995 - 1996)→自由民主党(1996 - 2000)→自由民主党・自由国民会議(2000)→自由民主党・保守党[2](2000 - 2002,統一会派)→自由民主党・保守新党(2002 - 2003,統一会派)→自由民主党(2003 - 2007)→自由民主党・無所属の会(2007 - 2008)→自由民主党(2008 - 2009)→自由民主党・改革クラブ(2009 - 2010,統一会派)→自由民主党(2010 - 2011)→自由民主党・無所属の会(2011 - 2012)→自由民主党・たちあがれ日本・無所属の会(2012,統一会派)→自由民主党・無所属の会(2012 - 2013)→自由民主党(2013 - 2017)→自由民主党・こころ(2017 - 2018,統一会派)→自由民主党・国民の声(2018 - 2022[3],統一会派)→自由民主党(2022 - 現在)

#### 新生党
- 参議院新生党(1993)→日本・新生・改革連合(1993- 1994,統一会派)→新緑風会[4](1994,統一会派)→(新進党結成)

#### 新党さきがけ - さきがけ
- 新党さきがけ(1995 - 1998)→(解消)[5]
- さきがけ環境会議[6](2001)→(会派要件喪失により解消)[7]

#### 国民新党
- 国民新党・新党日本の会(2005 - 2006,統一会派)→国民新党・新党日本・無所属の会(2006,統一会派)→国民新党・新党日本の会(2006,統一会派)→国民新党(2006- 2007)→民主党・新緑風会・国民新・日本(2008 - 2010,統一会派)→国民新党(2010- 2012)→民主党・新緑風会・国民新党(2012,統一会派)→国民新党(2012 - 2013)→(解消)

#### 改革クラブ - 新党改革
- 改革クラブ(2008 - 2009)→自由民主党・改革クラブ(2009 - 2010,統一会派)→新党改革(2010)→たちあがれ日本・新党改革(2010 - 2012,統一会派)→新党改革(2012- 2013)→新党改革・無所属(2013 - 2016)→(議席喪失により消滅)

#### たちあがれ日本 - 太陽の党
- たちあがれ日本(2010)→たちあがれ日本・新党改革(2010 - 2012,統一会派)→自由民主党・たちあがれ日本・無所属の会(2012,統一会派)→(統一会派解消、日本維新の会に合流)

### 民主党系

#### 旧民主党 - 旧国民民主党 - 国民民主党
- 民主党・市民連合(1996)→民主党・新緑風会(1996 - 1998,統一会派)→民友連[8](1998,統一会派)→民主党・新緑風会(1998 - 2007)→民主党・新緑風会・日本(2007 - 2008,統一会派)→民主党・新緑風会・国民新・日本(2008 - 2010,統一会派)→民主党・新緑風会(2010 - 2016)→民進党・新緑風会(2016 - 2018)→国民民主党・新緑風会(2018 - 2019)→立憲・国民．新緑風会・社民(2019 - 2020,統一会派)→国民民主党・新緑風会(2020 - 現在)

#### 旧立憲民主党 - 立憲民主党
- 立憲民主党(2018)→立憲民主党・民友会[9](2018 - 2019)→立憲民主党・民友会・希望の会(2019,統一会派)→立憲・国民．新緑風会・社民[注釈 1](2019 - 2020,統一会派)→立憲民主・社民[注釈 2](2020 - 2024,統一会派)→立憲民主・社民・無所属[10][注釈 3](2024 - 現在,統一会派)

#### 教育無償化を実現する会
- 日本維新の会・教育無償化を実現する会(2024,統一会派)→(日本維新の会に合流)

#### みどりの風
- みどりの風(2012 - 2013)→(議席喪失により消滅)

#### 国民の生活が第一
- 国民の生活が第一(2012)→(日本未来の党に合流)

#### 無所属
- 国民の声(2017 - 2018)→自由民主党・国民の声(2018 - 2022,統一会派)→(自由民主党に合流)

### 社会党・社民党系

#### 日本社会党 - 社会民主党
- →社会民主党・護憲連合(1996 - 2016)→希望の会（生活・社民）(2016,統一会派)→希望の会（自由・社民）(2016 - 2019,統一会派)→希望の会[11](2019)→立憲民主党・民友会・希望の会(2019,統一会派)→立憲・国民．新緑風会・社民(2019 - 2020,統一会派)→立憲民主・社民(2020 - 2024,統一会派)→立憲民主・社民・無所属(2024 - 現在,統一会派)
- 民主連合・民主新党クラブ(1995)→(会派結成取り下げ→離党)

#### 民社党
- →新緑風会(1994,統一会派)→(新進党に合流)

#### 護憲リベラル - 新党護憲リベラル - 市民・平和
- 護憲リベラル[4](1994)→新党護憲リベラル[12](1994 -1995)→新党・護憲リベラル・市民連合[13](1995)→平和・市民[14](1995)→(解消)

#### 新社会党・平和連合 - 新社会党
- 新社会党・平和連合(1996 - 1998)→(議席喪失により消滅)

#### 無所属
- (民主連合・民主新党クラブ)→民主の会[13](1995)→(会派要件喪失により消滅)

### 公明党系

#### 公明 - 公明党
- 公明[13](1994 - 1995)→平成会(1995 - 1997,統一会派)→公明(1998,統一会派[注釈 4])→公明党(1998 - 1999)→公明党・改革クラブ(1999 - 2000,統一会派)→公明党(2000 - 現在)

### みんなの党系

#### みんなの党
- みんなの党(2010 - 2014)→(解党)

#### 結いの党
- 結いの党(2014)→日本維新の会・結いの党(2014,統一会派)→(維新の党結党)

#### 日本を元気にする会
- 日本を元気にする会[15](2014 - 2015)→日本を元気にする会・無所属会(2015 - 2016)→維新・元気の会(2016,統一会派)→日本を元気にする会・無所属会(2016)→(解消)

#### 無所属
- 無所属クラブ(2014 - 2019)

### 希望の党系

#### 旧希望の党
- 希望の党・無所属クラブ(2017 - 2018)→(民進党に合流)

#### 新希望の党
- 希望の党(2018)→日本維新の会・希望の党(2018 - 2019,統一会派)→(議席喪失により統一会派解消)

### 日本維新の会系

#### 旧日本維新の会
- 日本維新の会(2012 - 2014)→日本維新の会・結いの党(2014,統一会派)→(維新の党結党)

#### 維新の党
- 維新の党(2014- 2015)→(おおさか維新の会結党)
- 維新の党（参議院）[16](2015)→維新の党[16](2015 - 2016)→維新・元気の会(2016,統一会派)→(民進党結党)

#### おおさか維新の会 - 日本維新の会
- おおさか維新の会[16](2015 - 2016)→日本維新の会(2016 - 2018)→日本維新の会・希望の党(2018 - 2019,統一会派)→日本維新の会(2019 - 2024)→日本維新の会・教育無償化を実現する会(2024,統一会派)→日本維新の会(2024 - 現在)

#### 次世代の党 - 日本のこころ
- 次世代の党(2014 - 2015)→日本のこころを大切にする党(2015 - 2016)→日本のこころ(2016 - 2017)→自由民主党・こころ(2017  - 2018,統一会派)→(自由民主党に合流)

### 新進党系

#### 新進党
- 新進党[13](1994 - 1995)→平成会[13](1995 - 1997,統一会派)→(解党)

#### 自由党
- 自由党(1998 - 2002)→国会改革連絡会（自由党・無所属の会）[17](2002 - 2003,統一会派)→(民主党に合流)

#### 太陽党
- 太陽[18](1996 - 1997)→民主党・新緑風会[8](1997 - 1998,統一会派)→民友連(1998,統一会派)→(民政党結成)

#### フロムファイブ
- 民友連(1998,統一会派)→(民政党結成)

#### 国民の声
- 民友連(1998,統一会派)→(民政党結成)

#### 民政党
- 民友連(1998,統一会派)→(民主党に合流)

#### 新党友愛
- 民友連(1998,統一会派)→(民主党に合流)

#### 黎明クラブ
- 公明(1998,統一会派)→(公明に合流)

#### 改革クラブ
- 改革クラブ[8](1998)→(解消)[5]
- 公明党・改革クラブ(1999 - 2000,統一会派)→(解党により統一会派解消、所属議員は無所属として同会派に残留)

#### 保守党 - 保守新党
- 自由民主党・保守党(2000 - 2002,統一会派)→自由民主党・保守新党(2002 - 2003,統一会派)→(自由民主党に合流)

### 日本新党系

#### 日本新党
- 日本新党・民主改革連合(1993,統一会派)→日本・新生・改革連合(1993 - 1994,統一会派)→新緑風会(1994,統一会派)→(新進党結成)

### その他

#### 民主改革連合
- →日本新党・民主改革連合(1993,統一会派)→日本・新生・改革連合(1993 - 1994,統一会派)→新緑風会(1994 - 1996,統一会派)→民主党・新緑風会(1996 - 1998)→民友連(1998,統一会派)→(民主党に合流)

#### 日本未来の党 - 生活の党 - 自由党
- 日本未来の党[19](2012)→生活の党[20](2012 - 2015)→生活の党と山本太郎となかまたち(2015 - 2016)→希望の会（生活・社民）(2016,統一会派)→希望の会（自由・社民）(2016 - 2019,統一会派)→国民民主党・新緑風会[11](2019,統一会派)→(国民民主党に合流)

#### れいわ新選組
- れいわ新選組(2019 - 現在)

#### NHKから国民を守る党 - みんなでつくる党
- みんなの党（2019 - 2022）→NHK党[21](2022 - 2023)→政治家女子48党(2023)[22]→(参議院議員の除名により消滅)
- 政治家女子48党(2023)[23]→NHKから国民を守る党(2023 - 2024)→(所属議員の除名により無所属会派となる)

#### 参政党
- 参政党(2025 - 現在)

#### 日本保守党
- 日本保守党(2025 - 現在)

#### 無所属
- 碧水会
- 沖縄の風
- (みんなでつくる党を除名)→NHKから国民を守る党（2024 - 2025）→NHK党(2025)[24]→ＮＨＫから国民を守る党(2025 - 現在)[25]

#### 見なし会派
- 令月会[26](2025)→(参政党に合流)